# Čéč

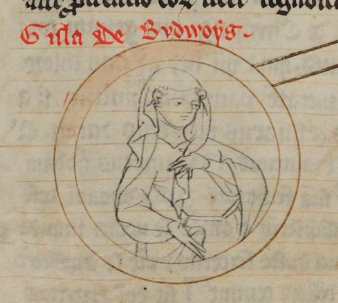
Čéčova manželka Gisela z Kuenringu

Čéč z Budivojovic (†1270?), někdy se uvádí bez přídomku jako Čéč a nebo jako Čéč z Budějovic, v originálech např. Scech de Budwog, Checho de Budiwogewich či Schesho de Budwois, byl jihočeský šlechtic žijící ve 13. století, nejvyšší číšník Království českého mezi roky 1253 a 1256, a následně jeho nejvyšší sudí (dvorský i zemský) v letech 1256–1264.

## Rod
Stejnojmenný předek (Čéč) zastával v letech 1172–1183 post nejvyššího dvorského sudího. Tím byl v letech 1205–1216 také otec Čéče (mladšího) Budivoj ze Železnice. Jemu král Přemysl Otakar I. daroval pozemky na pravém břehu Vltavy v okolí soutoku s Malší, kde při brodu dálkové obchodní silnice založil Budivoj v 1. polovině 13. století své sídlo, Budivojovice, s kostelem svatého Prokopa.

## Život
Poprvé se připomíná v roce 1251 jako vlastník vsi Budivojovice, u vltavského brodu, která se později stala pod názvem Staré město součástí královského města České Budějovice, založeného roku 1265 králem českým Přemyslem Otakarem II. Ves Budivojovice ležela v místech, kde dnes stojí Kostel sv. Jana Křtitele a sv. Prokopa. Kolem roku 1260 mu Přemysl Otakar II. zastavil hrad Hlubokou, aby získal pozemek pro založení města České Budějovice, krátce poté mu ovšem hrad opět odňal a náhradou mu místo peněz přidělil ves Velíš u Jičína. Roku 1263 prodává Čéč se souhlasem manželky Guty Vyšebrodskému klášteru ves Záboří (Záhorčice) ležící pravděpodobně v katastru dnešní obce Boršov nad Vltavou. Roku 1265 získává jako odškodnění za pozemek k výstavbě Českých Budějovic velešínské panství. Čéč Velešín zanedlouho prodal Benešovi Pyšnému z Michalovic. Kolem roku 1270 přikázal vystavět kostel Všech svatých, jehož stavbu osobně řídil děkan pražské kapituly Vít. Čéčovou druhou manželkou byla dcera hornorakouského rodu Kuenringů Gisela.
Je po něm pojmenována ulice v Českých Budějovicích 3 a zastávka MHD tamtéž.